# Tetrapturus pfluegeri
Tetrapturus pfluegeri (Robins & de Sylva, 1963) é uma espécie de peixes teleósteos perciformes, pelágicos, da família dos xifiídeos, encontrada no Atlântico. POde atingir cerca de 2 metros de comprimento, corpo alongado, com dorso azul-escuro, ventre esbranquiçado, nadadeira dorsal azul-escura e peitoral marrom-azulada. É conhecido pelo nome comum de bicudo.